# Steeler Stadtmauer

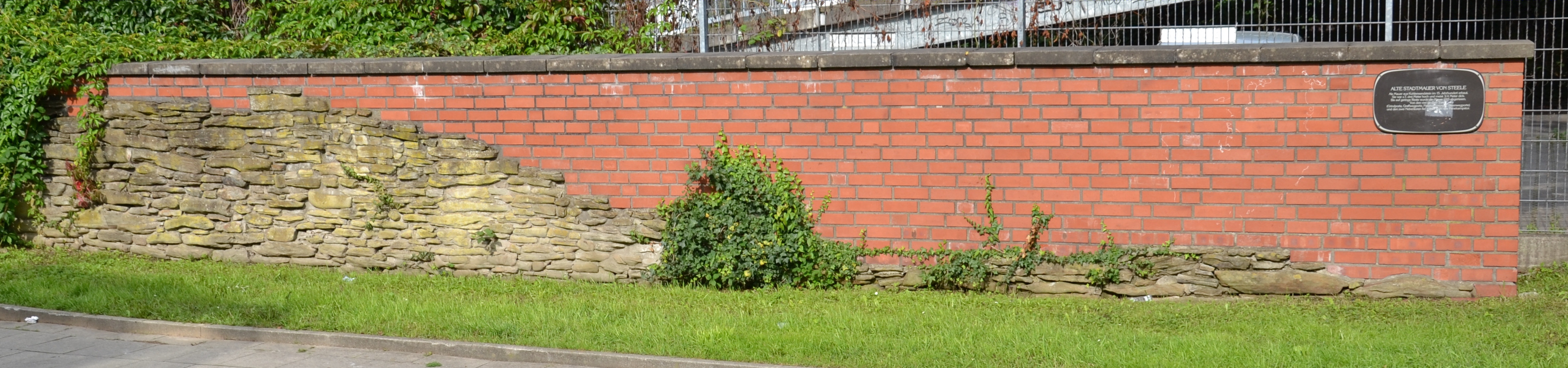
Mauerrest im Albertine-Badenberg-Weg

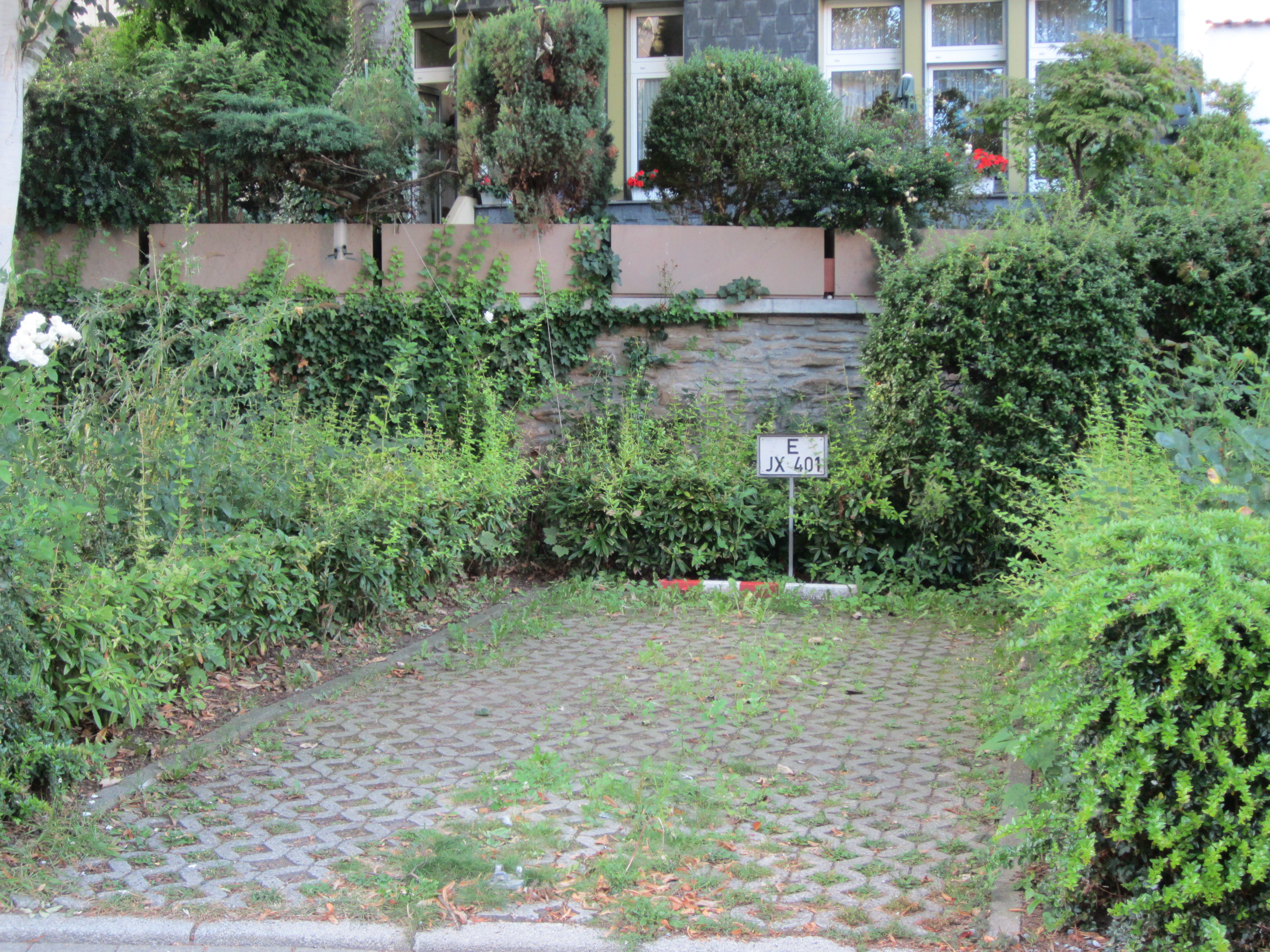
Mauerrest bei den Straßen Alte Zeilen/Grendgasse

Die Steeler Stadtmauer war ein Befestigungsbauwerk der ehemaligen Stadt Steele. Die Anlage wurde etwa ab dem 15. Jahrhundert errichtet und ab 1815 niedergelegt. Steele erhielt 1578 Stadtrechte und wurde 1929 zur Stadt Essen eingemeindet.

## Geschichte

### Allgemein
Es werden zwei Daten für den Zeitraum der Errichtung der Stadtmauer genannt. Für das Jahr 1491 ist in Schriftquellen von Muren und Porthen die Rede. Im Zuge von Ortserweiterungen werden für diese Zeit auch Mauerverlegungen genannt. Andererseits wird nicht belegbar das Jahr 1548 genannt, da nach dem Großfeuer in diesem Jahr die Errichtung der Stadtmauer stattgefunden haben soll. 
Die Mauer aus Kohlensandstein war im Durchschnitt rund drei Meter hoch und etwa einen dreiviertel Meter breit. Es gibt noch zwei obertägig erhaltene Mauerreste: ein Fragment bei den Straßen Alte Zeilen/Grendgasse und ein heute befestigtes, rund 13 Meter langes Mauerstück im Albertine-Badenberg-Weg. In die Mauer waren insgesamt vier Haupt- und zwei Nebentore (Mausefalle und Lochporte) integriert.
Nach Erweiterungen im 18. Jahrhundert wurde die Befestigungsanlage ab 1815 abgebrochen.

### Haupttore

#### Graffwegporte
Das Graffwegporte war das westliche Stadttor, durch das der alte Graffweg führte. Der Weg war einst vielfach länger und Teil einer alten Völkerstraße zwischen Rhein und Weser, dabei auch als Teil des mittelalterlichen Hellwegs. Der Begriff Graff oder Graf kommt von Gracht (Graben), durch tiefe Spuren von Wagenrädern eingegrabener Weg, via concava. Eine Ausbesserung des Weges ist für das Jahr 1718 belegt.

#### Penekampsporte
Das nördliche Penekampsporte war nach einer 1332 in Steele genannten Familie Benekamp benannt. Ab 1792 taucht auch der Name Scheidtmanntor auf, nach Familie Scheidtmann, die vor dem Stadttor eine Mühle betrieb. Der Weg durch das wohl unbedeutendste der vier Steeler Stadttore führte zum Oberhof Eickenscheidt und eine Abzweigung nach Kray durch das Steeler Rott, einer gerodeten Fläche. Das nur drei Meter hohe und drei Meter breite Tor war 1548 an Jutta in der Mohlen verpachtet. Als der mittelalterliche Hellweg aufgegeben und die Landstraße nach Bochum angelegt worden war, kam dem Stadttor mehr Bedeutung zu. 1886 wurde es als letztes der vier Stadttore niedergelegt. Es lag an der heutigen Straße Scheidtmanntor, die bis 1926 Pennekampstor hieß.

#### Steenwegporte
Durch das Steenwegporte führte der namensgebende Steinweg. Das auch Knopsporthe genannte Stadttor war das spätere Isinger Tor und lag im Nordosten der Stadtmauer. Von hier führte der Hellweg den Steeler Berg hinauf Richtung Nordosten weiter nach Bochum. Vor dem Tor befand sich eine Mühle, deren Besitzer seit 1667 der Bauer Schulte-Ising war. Nachdem sie 1818 runderneuert worden war, brannte sie 1842 mit dem Isinger Tor ab, dessen Reste man anschließend niederlegte. Allein die Mühle wurde noch einmal wieder aufgebaut, existiert aber heute nicht mehr.

#### Grindporte
Das Grindporte, auch Lattgesporthe genannt, war das südliche Stadttor. Es lag an der Stadtweide, dem Grend. Hier verläuft heute die Straße Grendtor vom Grendplatz nach Süden.